# Moritz Wilhelm Drobisch
Moritz Wilhelm Drobisch, född 16 augusti 1802, död 30 september 1896, var en tysk matematiker och filosof.
Drobisch var professor i Leipzig, först i matematik, sedan i filosofi. Han var starkt influerad av Johann Friedrich Herbart och utvecklade dennes åsikter i ett antal verk om logik och psykologi, till exempel Neue Darstellung der Logik (1836, 5:e upplagan 1887), Empirische Psychologie (1842, 2:a upplagan 1898), samt Über die Fortbildung der Philosophie durch Herbart (1876).